# Parlamentswahl im Autonomen Kreis der Chanten und Mansen/Jugra 2016
- KPRF: 3
- SR: 1
- ER: 28
- LDPR: 6

Die Parlamentswahl im Autonomen Kreis der Chanten und Mansen/Jugra 2016 war die Wahl zur sechsten Duma des Autonomen Kreises der Chanten und Mansen/Jugra. Sie wurde zeitgleich zur Parlamentswahl in Russland 2016 abgehalten und fand somit am 18. September 2016 statt.

## Wahlsystem
Die 38 Mandate wurden zur Hälfte in Verhältniswahl und zur Hälfte in Mehrheitswahl gewählt. Somit gab es 19 Sitze, die anhand der Stimmenzahl der Wahllisten vergeben wurden, und 19 Sitze, die in Ein-Mann-Wahlkreisen bestimmt wurden, wobei die relative Mehrheit ausreichte.

## Kandidaten
Nachdem das Parlament im Autonomen Kreis der Chanten und Mansen/Jugra am 16. Juni 2016 den Wahltag auf den 18. September 2016 festgelegt hatte, konnten Listen und Kandidaten ab dem 4. Juli 2016 ihre Kandidatur einreichen. Die Frist für die Einreichung der Dokumente und der Kandidatur war der 3. August, 17 Tage danach begann der Wahlkampf.

### Parteilisten
Folgende politische Parteien erhielten das Recht, mit ihren Listen anzutreten, ohne zuvor Unterschriften von Wahlberechtigten einzureichen:
- Einiges Russland
- Kommunistische Partei der Russischen Föderation
- Gerechtes Russland
- Liberal-Demokratische Partei Russlands
- Jabloko

Alle übrigen Parteien mussten Unterschriftenlisten mit mindestens 0,5 Prozent der Wahlberechtigten einreichen. Die folgende Tabelle führt alle teilnehmenden Listen auf:
| Nummer | Partei                                          | Listenkandidaten | Status                                 |
| ------ | ----------------------------------------------- | ---------------- | -------------------------------------- |
| 1      | Kommunistische Partei der Russischen Föderation | 52               | registriert                            |
| 2      | Patrioten Russlands                             | 26               | registriert                            |
| 3      | Kommunisten Russlands                           | 15               | Registrierung durch Gericht aufgehoben |
| 4      | Wachstumspartei                                 | 42               | registriert                            |
| 5      | Gerechtes Russland                              | 44               | registriert                            |
| 6      | Liberal-Demokratische Partei Russlands          | 57               | registriert                            |
| 7      | Einiges Russland                                | 60               | registriert                            |

### Direktkandidaten
In den 19 Wahlkreisen mussten Kandidaten, die sich registrieren lassen wollten, Unterschriften von mindestens 3 Prozent der Wahlberechtigten vorlegen.
| Partei                                          | Bewerbungen | Registrierte Kandidaten |
| ----------------------------------------------- | ----------- | ----------------------- |
| Einiges Russland                                | 19          | 18                      |
| Kommunistische Partei der Russischen Föderation | 18          | 17                      |
| Liberal-Demokratische Partei Russlands          | 19          | 19                      |
| Rodina                                          | 1           | 0                       |
| Gerechtes Russland                              | 16          | 15                      |
| Jabloko                                         | 5           | 5                       |
| Eigenbewerbung                                  | 16          | 3                       |
| Summe                                           | 94          | 77                      |

## Ergebnis
| Position              | Partei                                          | Verhältniswahlstimmen | Verhältniswahlanteil | Mandate durch Verhältniswahl | Mandate durch Mehrheitswahl | Gesamtsitze | Sitzanteil |
| --------------------- | ----------------------------------------------- | --------------------- | -------------------- | ---------------------------- | --------------------------- | ----------- | ---------- |
| 1                     | Einiges Russland                                | 205.570               | 46,87 %              | 11                           | 17                          | 28          | 73,68 %    |
| 2                     | Liberal-Demokratische Partei Russlands          | 110.930               | 25,29 %              | 5                            | 1                           | 6           | 15,79 %    |
| 3                     | Kommunistische Partei der Russischen Föderation | 50.505                | 11,51 %              | 2                            | 1                           | 3           | 7,89 %     |
| 4                     | Gerechtes Russland                              | 35.386                | 8,07 %               | 1                            | 0                           | 1           | 2,63 %     |
| 5                     | Wachstumspartei                                 | 8.477                 | 1,93 %               | 0                            | -                           | 0           | 0 %        |
| 6                     | Patrioten Russlands                             | 6.172                 | 1,41 %               | 0                            | -                           | 0           | 0 %        |
|                       | Jabloko                                         | -                     | -                    | -                            | 0                           | 0           | 0 %        |
|                       | Eigenbewerbung                                  | -                     | -                    | -                            | 0                           | 0           | 0 %        |
| Ungültige Stimmzettel | Ungültige Stimmzettel                           | 21.602                | 4,92 %               |                              |                             |             |            |
| Summe                 | Summe                                           | 438.642               | 100 %                | 19                           | 19                          | 38          | 100 %      |

Die Wahlbeteiligung betrag 38,13 Prozent, 1.128.147 Personen waren als Wahlberechtigte registriert.